# Cabuyao
Cabuyao est une localité de la province de Laguna, aux Philippines. En 2015, elle compte 308 745 habitants.